# Çeşməbasar
Çeşməbasar è un comune dell'Azerbaigian situato nel distretto di Babək.